# Yoshi (Computerspielfigur)

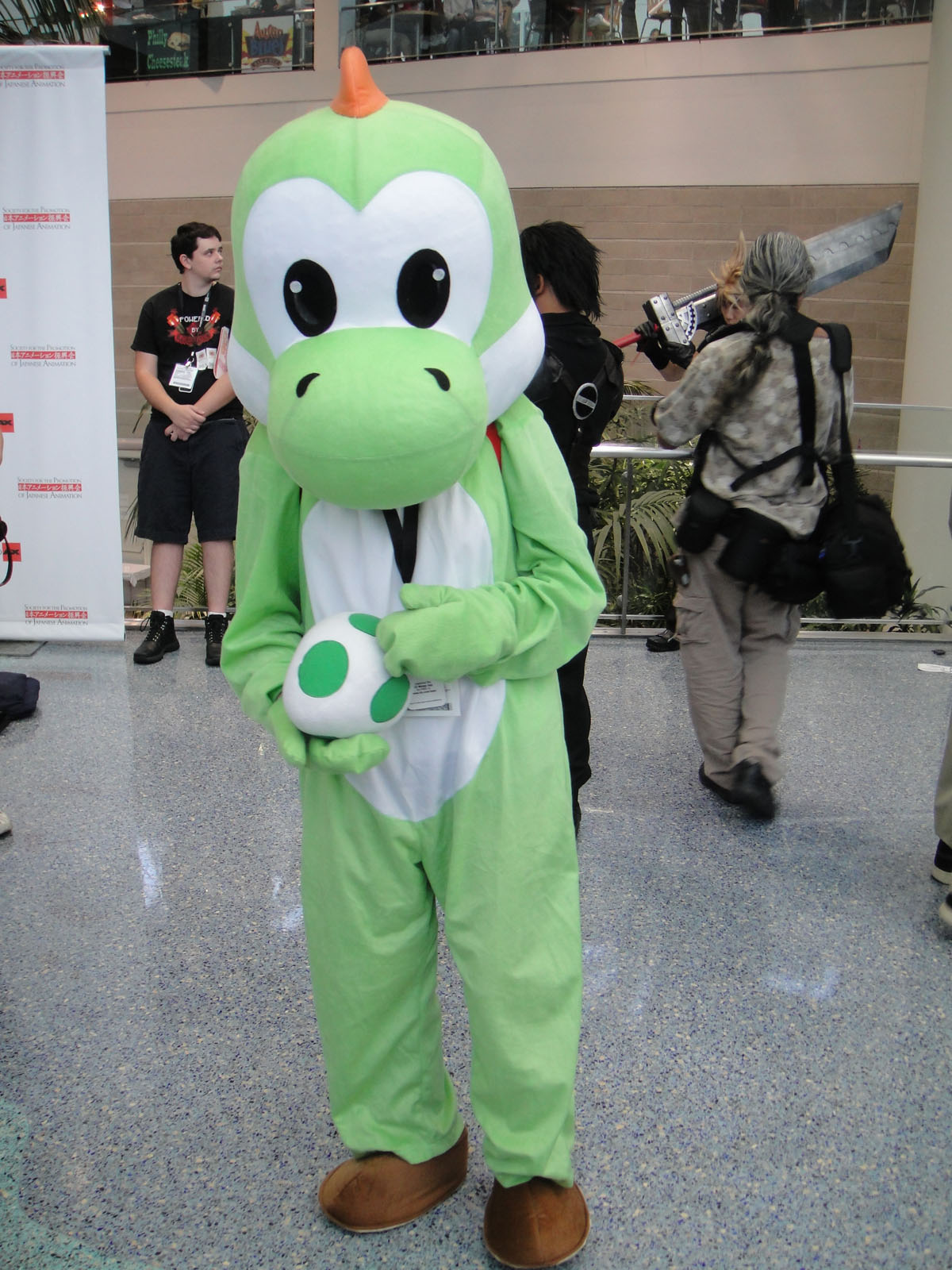
Ein Cosplayer als Yoshi

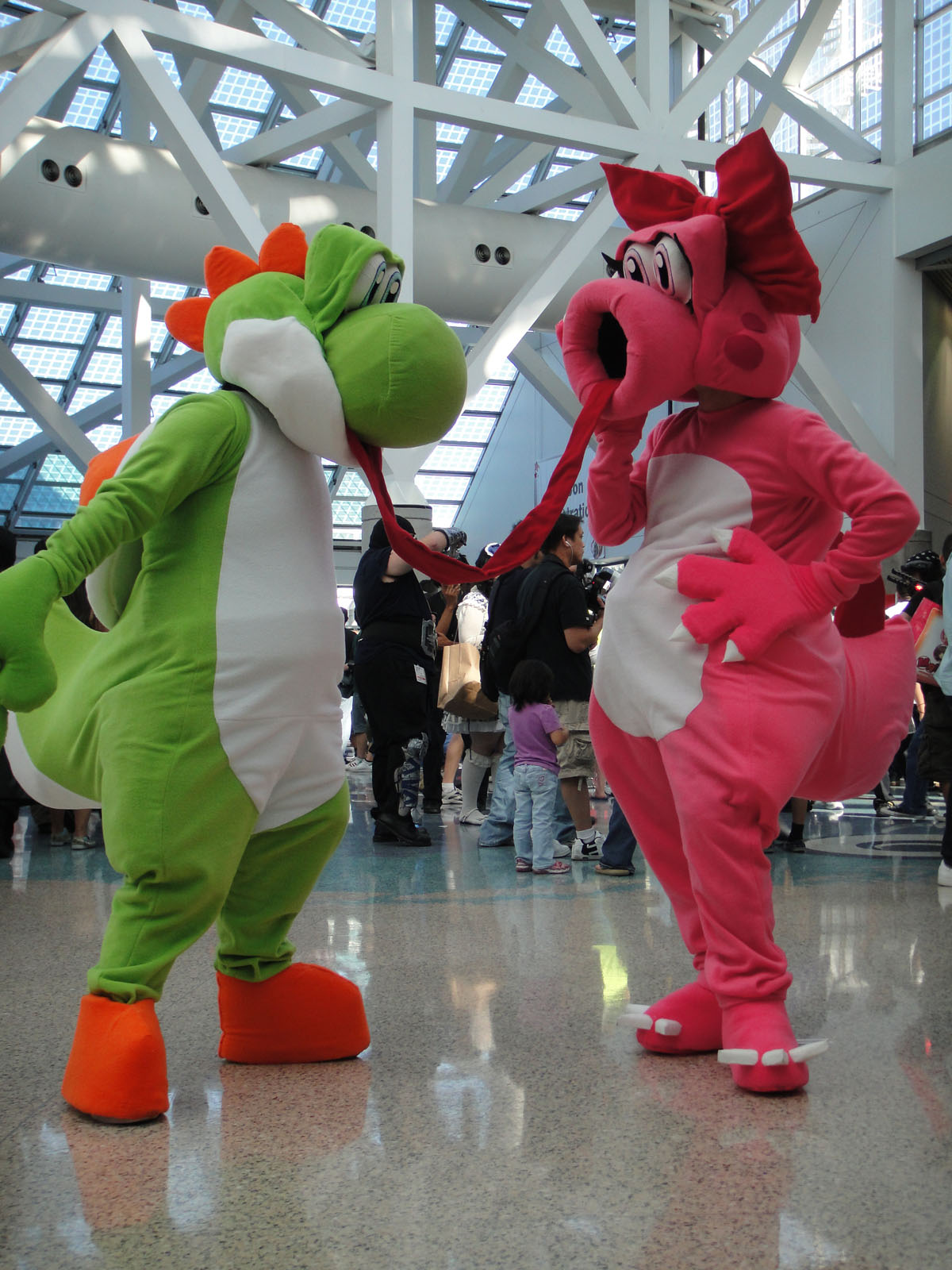
Cosplayer als Yoshi und Birdo

Yoshi (jap. ヨッシー, Yosshī) ist eine Videospielfigur von Nintendo und titelgebender Held einer Reihe von Videospielen. Es handelt sich um einen Dinosaurier, der in Japan ursprünglich als Super-Dinosaurier Yoshi bekannt war. Laut einem im Jahre 1993 von Nintendo herausgegebenen Charakter-Guide ist sein voller Name eigentlich T. Yoshisaur Munchakoopas.

## Geschichte
Yoshi ist Marios Freund und Reittier, das erstmals in Japan in Super Mario World für das Super Famicom bzw. für das Super Nintendo Entertainment System (SNES) in den USA und Europa, auftauchte. Yoshi wurde von Shigefumi Hino, einem Grafikdesigner (und späteren Entwicklungsleiter von Pikmin) erschaffen. Der Grund für diese Schöpfung war der Umstand, dass Nintendos Designerteam, kurz nachdem Shigeru Miyamoto das Spiel Super Mario Bros. fertiggestellt hatte, Mario auf einem Dinosaurier reiten lassen wollte. Dieses Konzept war bis zur Entwicklung des SNES technisch nicht realisierbar.
Nach dem Erfolg von Super Mario World etablierte sich Yoshi als eigenständiger Videospielcharakter und titelgebender Held mehrerer Yoshi-Spiele.

## Allgemeines
Yoshi ist nur geringfügig größer als Mario selbst und ist mit Schuhen ausgestattet. Mit seiner langen Zunge kann Yoshi Früchte und Gegner verschlucken und in Eier umwandeln, die als Wurfgeschosse dienen. Werden bestimmte Gegenstände – wie zum Beispiel Schildkrötenpanzer – nicht gleich verschluckt, sondern im Mund behalten, kann dies Yoshi spezielle Fähigkeiten verleihen. Diese Gegenstände können auch wieder ausgespuckt werden, um beispielsweise Gegner damit aus dem Weg zu räumen. Yoshi kann mit den Beinen strampeln und sich so kurz in der Luft halten, oder sich auch verwandeln, zum Beispiel in einen Heliyoshi, um in bestimmten Bereichen besser voranzukommen. In Yoshi’s Universal Gravitation kann sich Yoshi auch in einen Gummiball, ein Segelschiff und einen Heißluftballon verwandeln.
Die Heimat der Yoshis ist Yoshi’s Island, aber sie kommen auch in anderen Bereichen der Mario-Welt vor, darunter das Pilz-Königreich und Isla Delfino. Es gibt Yoshis in vielen Farben, nämlich grün, orange, gelb, rot, hellblau (cyan), dunkelblau (blau), rosa, violett, braun, weiß und schwarz, mit unterschiedlichen Vorlieben für unterschiedliche Sorten von Obst, die Leibspeise der Yoshi (sie bevorzugen tropische Lebensräume).
Dem mit Mario befreundeten grünen Yoshi wurde in Mario Tennis (Nintendo 64 (N64)) eine Partnerin zur Seite gestellt. Birdo ist ein kleines, pinkfarbenes, dinosaurierähnliches Wesen, das die Fähigkeit besitzt, aus seinem Rüssel Eier zu verschießen. Das erste Mario-Spiel, in dem Birdo vorkommt, war Super Mario Bros. 2. Dort ist Birdo ein Endgegner und ist verschiedenfarbig. Aufgrund der Spieleanleitung dieses Spieles wird Birdo des Öfteren auch als männlich angesehen: „Er denkt, er wäre ein Mädchen und spuckt Eier aus seinem Mund. Er will lieber Birdetta genannt werden.“ Auf der offiziellen Seite von Mario Strikers Charged Football wird Birdo auch als männlich bezeichnet. Deshalb wird Birdo von einigen als „transsexueller Junge“ bezeichnet. In anderen Spielen wie Super Smash Bros. Melee und in Super Smash Bros. Brawl wurde allerdings behauptet, dass Birdo weiblich sei. Mittlerweile überwiegt in neueren Spielanleitungen und innerhalb von Spielen allerdings die Bezeichnung von Birdo als weiblich. Seit ihrem Auftritt in Mario Tennis, wo Birdo ebenfalls als weiblich bezeichnet wurde, erhielt sie Auftritte in unterschiedlichsten Spielen des Mario-Franchises, wie in mehreren Spielen der Mario-Party-Reihe oder der Mario-Kart-Reihe.

## Spielprinzip
Bei Yoshi’s Island für das SNES und Yoshi’s Story für das N64 handelt es sich um 2D–Jump ’n’ Runs, in denen der Spieler Yoshi durch geschickten Einsatz seiner Fähigkeiten wie laufen, springen, flattern oder Eier werfen durch eine Vielzahl unterschiedlicher Levels steuert, an deren Ende es in regelmäßigen Abständen stärkere Endgegner zu bezwingen gilt.
Yoshi’s Cookie und Yoshi (Mario & Yoshi in Europa) sind Puzzle-Spiele im Stile von Tetris, während Yoshi’s Safari ein Actionspiel darstellt, das mit einer Lightgun gespielt wird.

## Spiele mit Yoshi
Nach dem Erfolg von Super Mario World gewann Yoshi weiterhin an Beliebtheit in zwei weiteren Jump-’n’-Run-Abenteuern sowie einigen anderen Spielen und etablierte sich somit als obligatorischer Charakter in Mario-Mehrspielerspielen wie Mario Party. In folgenden Spielen ist Yoshi unter anderem bereits vertreten:
- Super Mario World (SNES)
- Super Mario Kart (SNES)
- Yoshi/Mario & Yoshi (NES)
- Super Mario World 2: Yoshi’s Island (SNES)
- Yoshi’s Safari (SNES)
- Tetris Attack (SNES)
- Mario is Missing (PC, SNES, NES)
- Yoshi’s Cookie (SNES, NES, Game Boy)
- Donkey Kong Country 2: Diddy’s Kong Quest (SNES – Cameo-Auftritt)
- Donkey Kong Land 2 (Game Boy – Cameo-Auftritt)
- Mario & Yoshi (Game Boy)
- Mario's Tennis (Virtual Boy)
- Yoshi’s Story (N64)
- Super Mario 64 (N64) (nicht spielbar)
- Mario Kart 64 (N64)
- Mario Party (N64)
- Mario Party 2 (N64)
- Mario Party 3 (N64)
- Mario Golf (N64, GBC)
- Mario Tennis (N64, GBC)
- Super Smash Bros. (N64)
- Super Smash Bros. Melee (NGC)
- Super Mario Sunshine (NGC)
- Mario Party 4 (NGC)
- Nintendo Puzzle Collection (NGC)
- Mario Kart: Double Dash!! (NGC)
- Mario Party 5 (NGC)
- Mario Golf: Toadstool Tour (NGC)
- Super Mario World: Super Mario Advance 2 (GBA)
- Yoshi’s Island: Super Mario Advance 3 (GBA)
- Mario Kart: Super Circuit (GBA)
- Super Mario 64 DS (NDS)
- Mario Kart DS (NDS)
- Mario & Luigi: Zusammen durch die Zeit (NDS) (nicht spielbar)
- Mario Golf: Advance Tour (GBA)
- Mario Party 6 (NGC)
- Mario Power Tennis (NGC)
- Yoshi’s Universal Gravitation (GBA)
- Yoshi Touch & Go (NDS)
- Mario Superstar Baseball (NGC)
- Mario Party 7 (NGC)
- Yoshi’s Island DS (NDS)
- Mario Party 8 (Wii)
- Mario Party DS (NDS)
- Mario Smash Football (NGC)
- Mario Strikers Charged Football (Wii)
- Super Mario Galaxy (Wii) (nicht spielbar)
- Super Smash Bros. Brawl (Wii)
- Mario & Sonic bei den Olympischen Spielen (NDS, Wii)
- Mario Kart Wii (Wii)
- Mario Super Sluggers (Wii)
- Super Mario Galaxy 2 (Wii)
- Mario & Sonic bei den Olympischen Winterspielen (NDS, Wii)
- New Super Mario Bros. Wii (Wii)
- Mario Sports Mix (Wii)
- Mario & Sonic bei den Olympischen Spielen London 2012 (Wii, 3DS)
- Mario Power Tennis (Wii)
- Straßen des Glücks (Wii)
- Mario Party 9 (Wii)
- Mario Kart 7 (3DS)
- New Super Mario Bros. U (Wii U)
- New Super Luigi U (Wii U)
- Mario & Luigi: Dream Team Bros. (3DS) (nicht spielbar)
- Mario & Sonic bei den Olympischen Winterspielen Sotschi 2014 (Wii U)
- Yoshi’s New Island (3DS)
- Mario Kart 8 (Wii U)
- Super Smash Bros. for Wii U (Wii U)
- Super Smash Bros. for Nintendo 3DS (3DS)
- Yoshi’s Woolly World (Wii U)
- Mario Party 10 (Wii U)
- Super Mario Maker (Wii U)
- Mario & Luigi: Paper Jam Bros. (3DS)
- Mario Tennis: Ultra Smash (Wii U)
- Mario & Sonic bei den Olympischen Spielen Rio 2016 (Wii U, 3DS)
- Paper Mario: Color Splash (Wii U) (nicht spielbar)
- Mario Party Star Rush (3DS)
- Super Mario Maker for Nintendo 3DS (3DS)
- Super Mario Run (iOS, Android)
- Poochy & Yoshi's Woolly World (3DS)
- Mario Sports Superstars (3DS)
- Mario Kart 8 Deluxe (Switch)
- Super Mario Odyssey (Switch)
- Mario Tennis Aces (Switch)
- Super Mario Party (Switch)
- Yoshi’s Crafted World (Switch)
- Super Smash Bros. Ultimate (Switch)
- New Super Mario Bros. U Deluxe (Switch)
- Mario Party Superstars (Switch)
- Mario Kart Tour (iOS, Android)
- Super Mario Maker 2 (Switch)
- Mario & Sonic bei den Olympischen Spielen Tokyo 2020 (Switch)
- Mario Strikers: Battle League Football (Switch)
- Mario + Rabbids Kingdom Battle (Switch)
- Super Mario Bros. Wonder (Switch)